# LG KC1
LG KC1은 LG전자가 2007년 8월 2일에 출시한 스마트폰이다.